# Гамбух
Гамбух (нім. Hambuch) — громада в Німеччині, розташована в землі Рейнланд-Пфальц. Входить до складу району Кохем-Целль. Складова частина об'єднання громад Кайзерзеш.
Площа — 4,81 км2. Населення становить 715 ос. (станом на 31 грудня 2020).

## Галерея

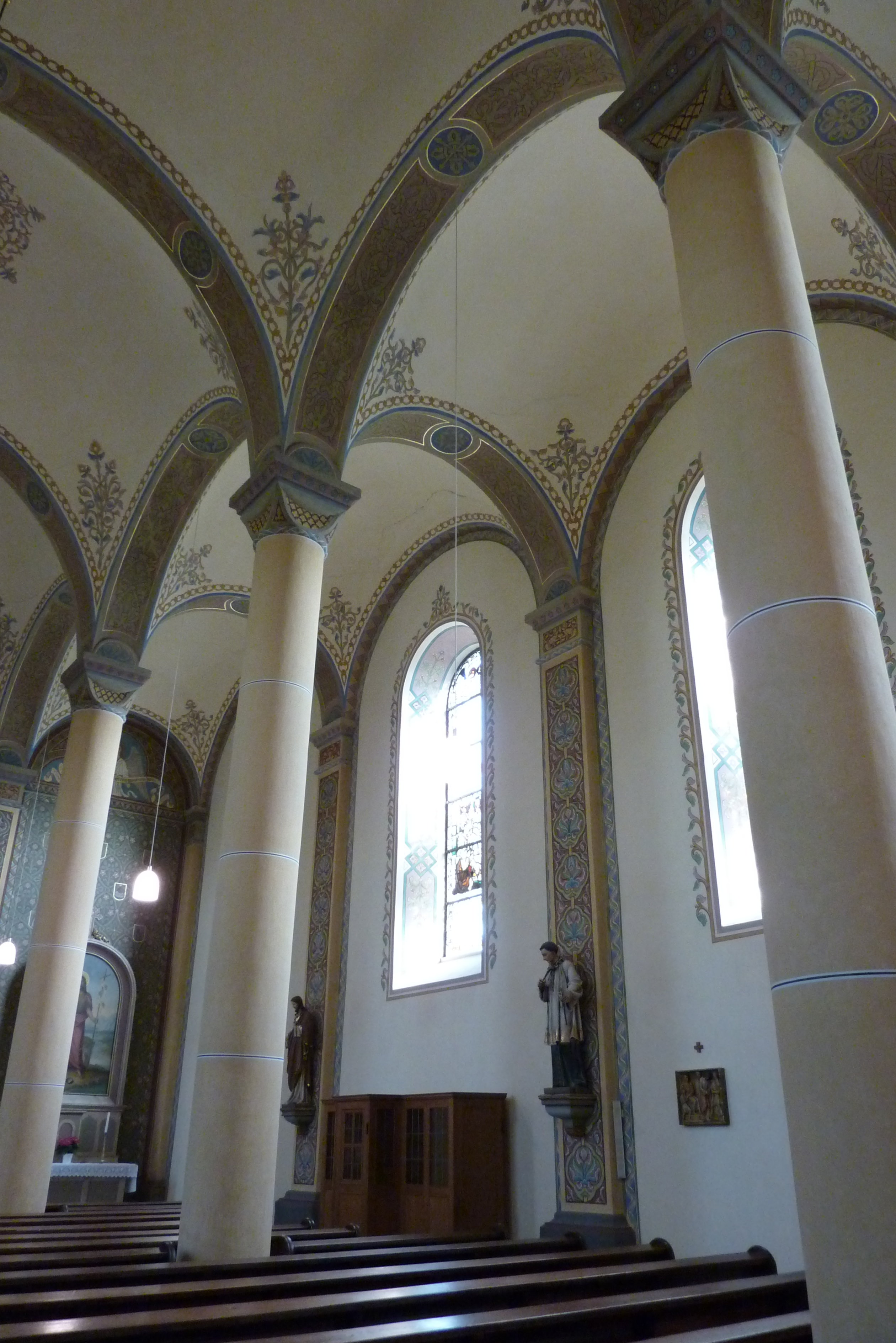